# Cyphosperma trichospadix
Espèce
Synonymes
- Taveunia trichospadix Burret[1]

Statut de conservation UICN

 VU D2 : Vulnérable
Cyphosperma trichospadix est une espèce de plantes de la famille des Arecaceae.

## Publication originale
- Principes 21(2): 88. 1977.